# أبو الحناء الأسترالي
أبو الحناء الأسترالي هي فصيلة تضم 51 نوعًا في 19 جنسًا. جميعها مستوطنة في أستراليا: غينيا الجديدة وأستراليا ونيوزيلندا والعديد من جزر المحيط الهادئ حتى الشرق الأقصى مثل ساموا. غالبًا ما يُطلق على الفصيلة اسم روبينز الأسترالي؛ لعدم وجود اسم شائع دقيق. تُعرف الأنواع داخل الفصيلة بشكل مختلف باسم روبينز وفرك روبينز وفلايرروبينز. هم فقط مرتبطين بعيدًا بأبي الحناء الأوروبي في أوروبا وشمال إفريقيا وغرب آسيا، يتبع فصيلة خاطفات الذباب.